# Étoile chimiquement particulière
Une étoile chimiquement particulière — dite étoile CP, pour Chemically Peculiar en anglais — est une étoile dont le spectre témoigne d'une surabondance ou d'un appauvrissement en un ou plusieurs éléments chimiques par rapport au type spectral de référence de l'étoile.

## Classification
Les étoiles CP sont fréquentes le long de la séquence principale. On distingue quatre types d'étoiles CP chaudes en fonction de leur spectre :
- Les étoiles CP1, ou étoiles Am, présentent de fines raies de calcium et/ou de scandium ionisé une fois (ions Ca+ et Sc+) mais une surabondance de métaux lourds. Elles ont également tendance à avoir une vitesse de rotation plutôt faible et une température effective comprise entre 7 000 et 10 000 K.

- Les étoiles CP2, ou étoiles Ap, présentent un champ magnétique puissant, une surabondance d'éléments comme le silicium, le chrome, le strontium et l'europium, et une vitesse de rotation plutôt faible. Leur température effective est généralement estimée entre 8 000 et 15 000 K, mais la détermination de cette température est rendue difficile par leur structure atmosphérique complexe.

- Les étoiles CP3, ou étoiles HgMn, sont également souvent placées parmi les étoiles de type Ap, mais elles ne présentent pas le champ magnétique puissant associé typiquement à ce type d'étoiles. En revanche, elles présentent une surabondance en mercure et en manganèse ionisé une fois (Hg+ et Mn+, d'où leur nom d'étoiles à mercure et manganèse), ainsi qu'une vitesse de rotation particulièrement faible, même pour des étoiles CP. Leur température effective publiée se situe entre 10 000 et 15 000 K.

- Les étoiles CP4, ou étoiles He-weak, présentent des raies d'hélium plus fines — donc un appauvrissement en hélium — que leurs couleurs UBV ne le laisseraient prévoir.

## Origine des particularités
On considère généralement que la composition chimique atypique observée par spectrométrie à la surface de ces étoiles chaudes de la séquence principale résulte de phénomènes survenus après la formation de ces étoiles, par exemple par diffusion d'éléments chimiques ou encore sous l'effet de champs magnétiques dans leurs couches extérieures. Ces phénomènes conduisent certains éléments ionisés, notamment l'hélium, l'azote et l'oxygène, à migrer vers les couches plus profondes de l'étoile, tandis que d'autres cations, tels que le manganèse, le strontium, l'yttrium et le zirconium, migrent des couches inférieures vers la surface de l'étoile. On suppose que l'étoile conserve dans son ensemble une composition chimique plus conforme à la normale, reflétant la composition chimique des nuages moléculaires à partir desquels elle s'est formée. L'absence d'homogénéisation chimique par convection entre les différentes couches de ces étoiles, qui devrait normalement annuler les gradients de concentration entre la surface et les couches sous-jacentes, s'expliquerait par leur champ magnétique généralement élevé.

## Autres types
Les étoiles de type λ Bootis sont un type particulier d'étoiles CP chaudes caractérisées par l'appauvrissement de leurs couches externes en éléments du pic du fer, c'est-à-dire chrome, manganèse, fer, cobalt et nickel. L'explication la plus couramment avancée pour rendre compte de ce phénomène est l'accrétion par l'étoile de gaz de faible métallicité depuis un disque protoplanétaire. Le prototype de ces étoiles est λ Bootis, une étoile de type spectral A0p.
Il existe également des étoiles CP froides, c'est-à-dire de type spectral G, K, M, voire au-delà, mais ces étoiles ne se trouvent pas sur la séquence principale.